# حرائق الغابات في ليماسول 2021
حرائق ليماسول 2021 هي عبارة عن سلسلة من حرائق الغابات التي اندلعت في أراكاباس، قبرص يوم السبت 3 يوليو 2021.  وقد وصفت بأنها أسوأ حرائق في تاريخ البلاد. 
ساعدت إسرائيل والمملكة المتحدة وأعضاء الاتحاد الأوروبي قبرص في احتواء حرائق الغابات.
تم القبض على شخص واحد فيما يتعلق ببدء الحريق.